# André François-Poncet (homme d'affaires)
André François-Poncet, né en 1959, est une figure de l’investissement et de la banque, ancien président du Directoire du groupe Wendel du le 1er janvier 2018 au 31 décembre 2022. Il décide de quitter ses fonctions le 1er janvier 2023 et est remplacé par Laurent Mignon. 

## Carrière
André François-Poncet est diplômé de l'École des hautes études commerciales de Paris et titulaire d’un MBA de la Harvard Business School. 
Il a commencé sa carrière en 1984, au sein de Morgan Stanley où il reste 16 ans, à New York, à Londres puis à Paris, où il a la charge de la création du bureau parisien. En 1995, il devient directeur général et responsable du département banque d'affaires en France.
En 1998, il codirige les activités françaises de Morgan Stanley. En 1999, il a fait la couverture de BusinessWeek, pour avoir contribué à donner un nouvel élan à la banque d’affaires Morgan Stanley.
Il travaille ensuite pour le fonds d’investissement BC Partners, à Paris et Londres, en qualité de Managing Partner jusqu’en décembre 2014 puis de Senior Advisor jusqu'en décembre 2015. 
Il est administrateur d’Axa depuis le 14 décembre 2016. De septembre 2016 à décembre 2017, André François-Poncet est associé de la société de gestion CIAM (Paris).

## Wendel
Le 1er janvier 2018, André François-Poncet rejoint la société d’investissement Wendel en tant que Président du Directoire.
Sous sa présidence, la croissance de l’Actif Net Réévalué (ANR), qui mesure la performance des sociétés d'investissement, atteint son plus haut historique au 30 juin 2021 (189,1 euros).
Il annonce le 16 juin 2022, son intention de remettre son mandat de Président du Directoire à la disposition du Conseil de surveillance lorsque son successeur sera nommé, afin de se consacrer à des projets personnels.  
André François-Poncet est également Vice-Président du Conseil d’administration et Président du Comité stratégique de Bureau Veritas dont Wendel est l’actionnaire de référence avec 35,5% du capital.

## Autres activités
André François-Poncet est Colonel de la réserve citoyenne de la gendarmerie nationale. Il a été auditeur à l’IHEDN, Session nationale.Il est également Président d’honneur du Harvard Business School Club de France.

## Famille
Son grand-père paternel, André François-Poncet, a été Ambassadeur de France, Président de la Croix-Rouge française (1955-1967) et membre de l’Académie Française.
Il est l’arrière-arrière-petit-fils de Marcus Goldman (1821-1904), et l’arrière-petit fils de Samuel Sachs (1851-1935), tous deux cofondateurs de la banque américaine Goldman Sachs.
André François-Poncet est également le neveu de l’homme politique Jean François-Poncet (1928-2012), Secrétaire général de l’Élysée de 1976 à 1978 et Ministre des Affaires étrangères de 1978 à 1981, et de l’homme d’affaires Michel François-Poncet (1935-2005), Président-Directeur général de la banque Paribas de 1986 à 1990.